# Gračanica (Rama)
Gračanica  (naziva se i Rikom) je rijeka u Bosni i Hercegovini.
Desna je pritoka Rame. Izvire ispod vrha Površak (1326 m), a nastaje od više manjih vodotoka od kojih se najveći naziva Zagred. Na Gračanici ima više brzaca i slapova. U Ramu se ulijeva naselja Gračanice na 302 metra nadmorske visine. Pad toka između izvora i ušća je oko 1000 metara.
Na rijeci se nalazi mala hidroelektrana (MHE).